# Lej Minor
Der Lej Minor ([ˌleɪ̯miˈnuːr]ⓘ) ist ein Bergsee im Kanton Graubünden in der Schweiz.
Der kleine Bergsee liegt auf einer Höhe von 2361 m. ü. M. an der Grenze zu Italien zuhinterst im Tal Val Minor. Vom See aus hat man einen umfassenden Blick auf den 2975 m hohen Berg Piz Alv. Eine Wanderung zum See beginnt meist am Berninapass.